# Relación de entrega
Una relación de entrega es un documento que se utiliza en los envíos de documentos de un archivo emisor a un archivo receptor y sirve para transferir la propiedad de los documentos. Esta relación de entrega tiene tres partes diferenciadas:
1. En la primera aparece la información del archivo emisor.
2. La segunda muestra la información referida a las series que se van a transferir.
3. En la última aparecen las firmas del archivo emisor y receptor.

Para poder realizar una transferencia de un archivo emisor a un archivo receptor hay que seguir unos pasos previos. En primer lugar hay que preparar la documentación (eliminando duplicados; gomas, grapas, o cualquier otro material que pueda dañar la documentación; y además, revisar si está toda la documentación que se quiere enviar); después hay que organizar toda la documentación que se quiera transferir en cajas que deben ser proporcionadas por el archivo receptor. El siguiente paso consiste en redactar la relación de entrega, donde se indique el contenido de las cajas. 

La relación de entrega debe redactarse en papel autocopiativo de tres unidades (uno para el archivo emisor y dos para el archivo receptor) y para cada serie debe redactarse un formulario. Para ello, hay que seguir las siguientes instrucciones:

## Archivo emisor
Se redacta un formulario por triplicado, por cada una de las series que constituyen la transferencia, de acuerdo con las siguientes instrucciones:
- El número de hojas se consignará el número total de hojas que componen  la  relación,  expresando también el número particular.
- En archivo remitente deberá indicarse el nombre de la unidad administrativa que realiza la transferencia con expresión de la jerarquía orgánica. Cuando este no coincida con el productor, por haberle sido traspasadas sus competencias, deberá igualmente indicarse el nombre del organismo productor de la documentación.
- La fecha en la que se realiza la transferencia se reseñará en el apartado fecha, dedicando dos dígitos para cada dato.
- En el apartado serie, esta se  indicará señalando el  nombre del organismo productor, el que generó la documentación; la  tipología documental, la denominación del tipo documental que se transfiere y la función, la que en  su ejercicio generó la documentación.
- Identificación de los documentos que se transfieren. Se encuentra dividido en columnas:

1. En la primera columna se identificara cada caja con el número de orden que se le  ha asignado dentro de la transferencia.
2. En la cuarta columna  se expresara la signatura que tenía en el archivo emisor. Esta última se dejara en blanco si no disponía de número  topográfico.

- Se firmarán cada  una de las hojas que componen la relación  y la última además  se sellará y se anotará la fecha de entrega.

## Archivo receptor
Al recibir la transferencia el archivo receptor debe realizar una serie de actividades obligatorias:
- Comprobación de la documentación transferida. Se revisará que el contenido de las cajas coincide con los datos de  las relaciones de entrega. Si hay discordancias se devolverán las cajas a la unidad que realiza la transferencia para que subsane los errores detectados.
- Cuando la transferencia se  haya hecho correctamente, se adjudicaran las signaturas a  cada una de las cajas.
- Se completará el formulario de la relación de entrega, de acuerdo con las siguientes instrucciones:

1. En el  apartado baja, se expresará, cuando esta se produzca, la fecha  y el número de registro  en que la documentación sale del archivo para transferirse a otro archivo o para su eliminación.

- Se firmará cada una de las hojas que componen la relación  y en la última se indicará  la fecha de recepción y se sellará con el sello del archivo.

Para finalizar, se devuelve un ejemplar a la unidad remitente, para que constituya un registro de las transferencias de documentos que ha efectuado.
Con los restantes ejemplares se creará el Registro General, se ordenará secuencialmente las relaciones de entrega, y el registro de organismos, las relaciones se ordenarán en primer lugar por organismos remitentes y después cronológicamente. 
Se generará un expediente de ingreso en el que se incluye la relación de entrega y los documentos generados en el procedimiento así como los instrumentos de descripción, estudios de valoración y normativa relativa a esta documentación. 
Se registrarán los ingresos en un libro de registro general de entrada de documentos anotando:
* Número de orden de ingreso
- Fecha de entrada de documentos en el archivo
- Institución, organismo o persona física o jurídica productora
- Institución, organismo, o persona física o jurídica remitente
- Identificación genérica de los fondos
- Fechas extremas de la documentación
- Número de unidades de conservación ingresadas
- Localización topográfica
- Titularidad
- Forma de ingreso
- Observaciones